# Jaffé-Reaktion
Die Jaffé-Reaktion (auch Jaffé-Probe, Jaffésche Kreatininprobe oder Jaffé-Methode) ist ein laborchemisches Verfahren zum Nachweis von Kreatinin in Blutserum, Blutplasma und Urin. Diese Nachweismethode wurde 1886 erstmals von Max Jaffé beschrieben. Dabei wird einer alkalischen Probe Pikrinsäure zugesetzt, welche mit Kreatinin (nur bei Temperaturen zwischen 10 und 25 °C) einen orangeroten („orangeroth bis blutroth“, gelb- bis dunkelroten, stark roten oder rubinroten) Farbumschlag erzeugt. Dieser Farbumschlag wird durch das Zusammenspiel von mehreren verschiedenfarbigen chemischen Verbindungen erzeugt. Mit einem Photometer kann daraus die Kreatinin-Konzentration bestimmt werden. Das Blut muss vorher enteiweißt (deproteinisiert) werden. Dann ist die Intensität der Färbung proportional zur Kreatininkonzentration.
Mittlerweile sind auch die modifizierten Jafféschen Methoden obsolet. Gegenwärtig werden die Kreatinin-Pikrat-Komplexe photometrisch bestimmt und kinetisch gemessen. Zunehmend erfolgt der Nachweis von Kreatinin in Serum und Urin jedoch spektroskopisch oder enzymatisch. Bei Autoanalyzern sind enzymatische Bestimmungsmethoden (und Trennungen über einen Dialysator) üblich. Durch die Anwendung der Hochleistungsflüssigkeitschromatographie können die Probleme der Jaffé-Reaktion umgangen werden. Ein anderes Verfahren ist die Isotopen-Dilutions-Massenspektrometrie (isotope dilution mass spectrometry, ID-MS) als ein standardisierter Enzym-Assay. 1989 galt ein enzymatischer Ultravioletttest als neuere Methode zur Bestimmung des Serumkreatinins.
Außerdem wird die Bestimmung von Kreatinin im Serum häufiger durch die Bestimmung von Cystatin C im Serum ersetzt, weil Cystatin C bei einer Oligurie zwar auch tubulär rückresorbiert wird, aber noch in den Tubuli vollständig zerstört wird und deswegen geeigneter zur Berechnung der glomerulären Filtrationsrate (GFR) ist.

## Einschränkungen
Eine Reihe von anderen Substanzen reagiert ebenfalls auf Pikrinsäure mit Farbreaktionen, so dass bei dem Vorhandensein dieser „Pseudokreatinine“ (Synonym Nicht-Kreatinin-Chromogene) die Kreatinin-Konzentration überschätzt wird. Zu den Pseudokreatininen gehören einige Proteine, Glukose, Ketokörper, Ascorbinsäure (Vitamin C), Streptomycin, Cephalosporine, Cotrimoxazol, Azetylsalizylsäure (Aspirin), α-Methyldopa, Adrenalin und Homogentisinsäure. Solche anderen Chromogene im Blut machen jedoch selten mehr als 20 Prozent aus. Um den Jaffé-Wert zu korrigieren, werden vom Messwert diese non creatinine chromogens (NCrChr) subtrahiert.
Zusätzlich kann jedoch auch ein Ikterus wegen der Gelbfärbung (durch Bilirubin, siehe Hyperbilirubinämie) die Messergebnisse verfälschen. Darauf ist besonders nach Lebertransplantationen zu achten. Bei einer Niereninsuffizienz kann der Anteil des Pseudokreatinins auf bis zu 50 Prozent ansteigen.
Fetales Hämoglobin kann sogar zu negativen Messergebnissen bei der Jaffé-Methode führen, weil es alkaliresistent ist und deswegen nur sehr langsam seine Farbe in Richtung braun verändert. Deswegen soll bei Ungeborenen und Säuglingen die enzymatische Bestimmung von Kreatinin im Serum bevorzugt werden. Deswegen wurde in der älteren Fachliteratur eine „weite Streuung der Serumkreatininwerte in den ersten fünf Lebenstagen von 0,22 bis 2,45 mg/dl und danach ein Abfall auf Werte unter 0,8 mg/dl“ angegeben.

## Geschichte
Das Prinzip war schon vor Max Jaffés Arbeit bekannt. In seiner Erstveröffentlichung schrieb er 1886: „In K. B. Hofmann's Lehrbuch der Zoochemie heisst es [auf] Seite 402: «Fügt man gesättigte Pikrinsäurelösung zu Menschenharn, so bleibt derselbe anfänglich klar, dann setzt sich (nach 3–4 Stunden) ein massiger, gelbgefärbter, aus Harnsäurekrystallen und feinen Nadeln bestehender Bodensatz ab».“ Gemeint war Karl Berthold Hofmanns Lehrbuch der Zoochemie (1. Auflage Wien 1871, 2. Auflage Wien 1878).
Im Jahre 1887, also ein Jahr nach Jaffés Erstbeschreibung, galt seine Methode nur als qualitatives Nachweisverfahren, im Gegensatz zur quantitativen Bestimmungsmethode von Kreatinin nach Carl Neubauer aus dem Jahre 1883. Justus von Liebig gab schon 1847 Methoden zur Bestimmung und zur Reindarstellung von Kreatinin an.
Eine umfassende historische Darstellung seines Lebens und seiner Methode stammt von Joris R. Delanghe und Marijn M. Speeckaert. Hier wird behauptet, der Accent aigu in seinem Namen beruhe auf einem Schreibfehler. Seine Erstveröffentlichung erschien 1886 ohne Akzent, schon im Folgejahr 1887 setzte die Real-Encyclopädie der gesammten Heilkunde ein diakritisches Zeichen. 
Die Jaffé-Methode gilt als ältestes Nachweisverfahren in der klinischen Chemie und damit auch in der medizinischen Chemie. Weil sowohl seine Indikanprobe wie auch seine Kreatininprobe in das Fachgebiet der Nierenheilkunde fallen, ist Max Jaffé Mitbegründer der nephrologischen Funktionsdiagnostik, wenn man von der Uroskopie absieht.
Ausführlich wurde die kolorimetrische Kreatininbestimmung im Urin mit einer Pikrinsäurelösung 1931 von Otto Klein und Wilhelm Nonnenbruch beschrieben, allerdings ohne die Urheberschaft von Max Jaffé zu erwähnen. Damals wurde behauptet, dass bei einer Gicht und bei kardialen Stauungsnieren im Urin fälschlich zu große Kreatininwerte gemessen werden.
Hauptsächlich wegen der Jaffé-positiven Chromogene im Serum (im Sinne von Störgrößen) wurden im 20. Jahrhundert Modifikationen in der Vorgehensweise vorgeschlagen. Erwähnt seien hier die Methode von Hans Popper, Mandel und Mayer sowie die Vorschriften von Bonsnes und Taussky. Zur Verbesserung der Spezifität wurde auch die Verwendung des Lloydschen Reagens (Bleicherde, Fullererde) empfohlen, das nur Kreatinin absorbiert.
Die ursprüngliche Jaffé-Reaktion hat heute nur noch medizinhistorische Bedeutung. Heute werden moderne Anpassungen verwendet; der Name Creatinin (Jaffe) ist jedoch geblieben.
Weitere Beschreibungen dieser laborchemischen Reaktion stammen von Hans Kress von Kressenstein und von Franz Volhard. Damals erfolgte die kolorimetrische Bestimmung von Kreatinin im Urin nach Otto Folin und im Serum nach dem Verfahren von Hans Lieb und Michael Karl Zacherl. Eine Weiterentwicklung zur mechanisierten Creatininbestimmung im Serum arbeitete ohne Enteiweißung mit besonderen Pufferlösungen. Zur Kreatininbestimmung im Urin wurde als Reagenz eine zehnprozentige Thymollösung verwendet.
August Pütter hat die Filtrations-Rückresorptions-Hypothese der Harnbereitung 1929 abgelehnt; in seiner umfangreichen Beweisführung bestimmte er Kreatinin („Kreatininstickstoff“) kolorimetrisch nach Otto Folin im Harn von Menschen, Fröschen, Katzen, Kaninchen, Hammeln, Rindern und Elefanten.

## Glomeruläre Filtrationsrate
Der Serum-Kreatinin-Wert wird in viele GFR-Schätzformeln eingesetzt. Wenn der Kreatininwert falsch ist, dann ist meistens auch die berechnete glomeruläre Filtrationsrate falsch. Zur Problemlösung gibt es jetzt zwei Möglichkeiten: Es werden entweder die Kreatininformeln oder aber die GFR-Formeln an die systematischen Fehler angepasst. Wenn dagegen der Kreatininwert (mit oder ohne Korrektur) richtig ermittelt wurde und dann in eine für den Patienten geeignete korrekte GFR-Schätzformel eingesetzt wird, dann wird die GFR richtig bestimmt.
Die MDRD-Forscher (Modification of Diet in Renal Disease Study Group) haben deswegen ihre alten GFR-Schätzformeln an die neuen standardisierten Kreatininwerte anpassen müssen. Aus der MDRD Study Equation wurde 2006 die MDRD Study Equation with Standardized Serum Creatinine. 2009 erfolgte eine erneute Änderung. 2021 verzichtete Andrew Simon Levey in einer weiteren Anpassung (jetzt der CKD-EPI-Schätzformel) auf die Frage nach der Hautfarbe.

## Andere Bedeutung
Früher hatte der Begriff der Jafféschen Probe eine zweite Bedeutung. Die Ausscheidung von indoxylschwefelsaurem Kalium durch den Urin hieß Indicanurie, Indoxylurie oder Indigurie. Sie wurde durch die Jaffésche Probe nachgewiesen. Zum Urin gab man ein gleiches Volumen konzentrierter Salzsäure und dann tropfenweise unter Umschütteln Chlorkalklösung oder Eisensesquichlorid. Das bei Anwesenheit von Indican (siehe Harn-Indikan, Uroxanthin) sich bildende blaue oder blaurote Indigo konnte durch Ausschütteln mit Aether oder Chloroform aufgenommen werden.